# Withius transvaalensis
Espèce
Synonymes
- Xenowithius transvaalensis Beier, 1953

Withius transvaalensis est une espèce de pseudoscorpions de la famille des Withiidae.

## Distribution
Cette espèce est endémique du Gauteng en Afrique du Sud. Elle se rencontre vers Johannesbourg.

## Étymologie
Son nom d'espèce, composé de transvaal et du suffixe latin -ensis, « qui vit dans, qui habite », lui a été donné en référence au lieu de sa découverte, le Transvaal.

## Publication originale
- Beier, 1953 : Ueber einige phoretische und phagophile afrikanische Pseudoscorpione. Revue de Zoologie et de Botanique Africaines, vol. 48, p. 73-78.